# Bunker Ni6

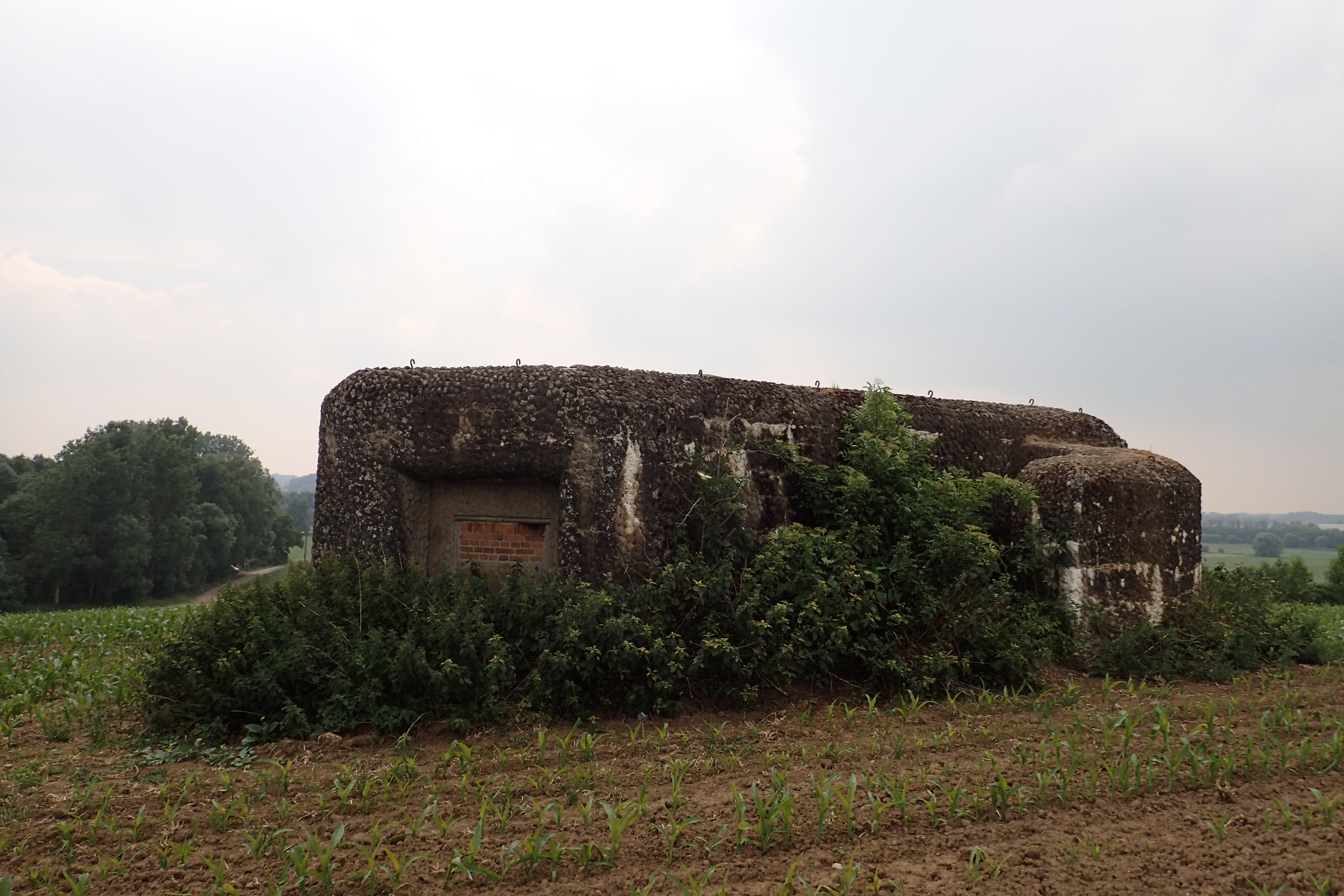
Zicht op bunker Ni6

Bunker Ni6 is een bunker daterend uit 1939 gelegen te Pamel (Roosdaal) in de Belgische provincie Vlaams-Brabant. De bunker is onderdeel van de zuidelijke aftakking van de KW-linie,  meer bepaald van de aftakking Ninove-Waver.

## Context
De bunker Ni6, maakt samen met bunkers Ni7, Ni8 en Ni9 deel uit van het eindpunt van de zuidelijke aftakking van de zogenaamde IJzeren Muur die in het voorjaar van 1939 in opdracht van de Belgische staat werd gebouwd ter verdediging van Brussel.
Deze linie, aangelegd om het neutraliteitsprincipe van België aan de vooravond van de Tweede Wereldoorlog kracht bij te zetten tegenover Duitsland, heeft echter nooit dienstgedaan. Al snel na de inval van het Duitse leger in mei 1940 werden de bunkers dichtgemetst en de overige delen van de linie (waaronder de cointetelementen) hergebruikt.

### Ligging
Bunker Ni6 is de meest zuidelijk gelegen bunker van de vier bunkers op het grondgebied van Roosdaal gebouwd in 1939. In 1939 deed de familie Kervijn d’Oud Mooreghem – Van Tieghem  afstand van een stuk weide op de Wolfputberg Paepenberg voor de bouw van bunker Ni6. De bunker Ni6 ligt  anno 2020 te midden van akkerland en is niet bereikbaar voor het publiek.

## Beschrijving

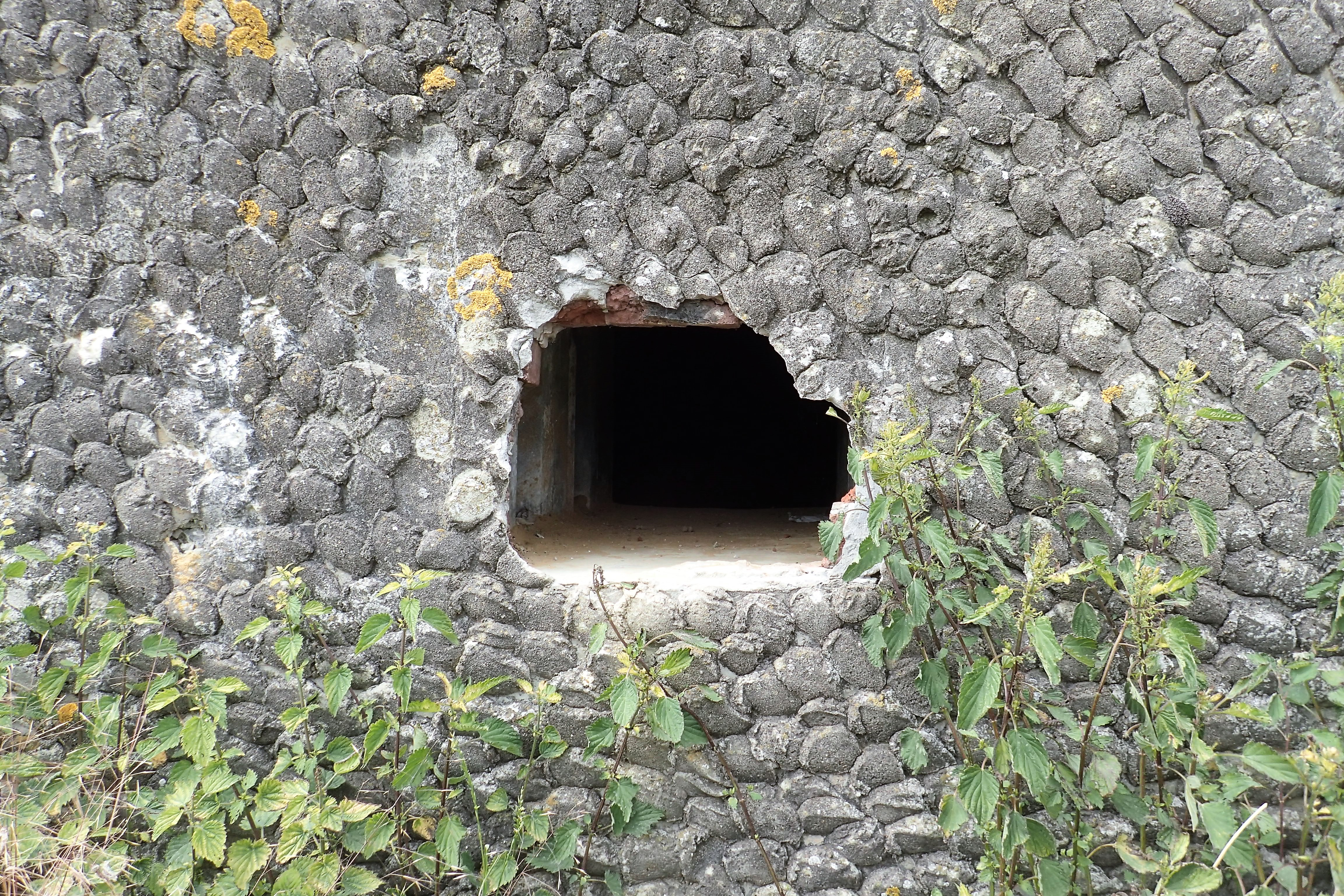
Detail van de noppen of "eitjes" aangebracht ter camouflage

### Constructie
Bunker Ni6 is een type 1 bunker en was in staat om granaatinslagen van het caliber 150 mm te weerstaan. De muren en het dak zijn 1,30 meter dik en de funderingen van de constructie zijn 2 meter diep. 
Om de bunker aan het zicht van de vijand te onttrekken in het landschap werd de buitenzijde bekleed met cementen noppen, zogenaamde "eitjes" of Tiroler "tepeltjes" die in stroken van zwart en groen geschilderd werden. Hierdoor droegen ze bij tot de illusie van gebladerte.  Het dak van de bunker zelf werd bekleed met een camouflagenet, dat met de 16 haken werd vastgemaakt.
De toegang tot de bunker bevindt zicht in  het noorden achter een schermmuur. De overige muurpartijen zijn opengewerkt door één schietgat in een nis voor het opstellen van een mitrailleur in het oosten, één schietgat in een nis in het westen, één schietgat gelijk met de buitenwand in het zuiden, één vals schietgat in een nis en één vals schietgat gelijk met de buitenwand.

### Bewapening
Bunker Ni6 was uitgerust met 3 machinegeweren: twee lichtere mitrailleurgeweren en één zwaar machinegeweer van het type "Maxim". De zware Maxim-mitrailleur was een automatisch wapen dat steunde op een sledeaffuit en een spilsteun. De loop kon lichtjes overlangs bewegen hetgeen het aanvoeren van de patronen mogelijk maakte terwijl door de terugloop van het kulasmechanisme het laden automatisch geschiedde. Men kon er schot voor schot en onafgebroken automatisch - 400 schoten per minuut - mee vuren. Dit wapen werkte met waterkoeling (4 liter). Bij vorst moest er glycerine aan toegevoegd worden. Het had een lengte van 1,2 m, woog, met water, 21,65 kg en had een laadband van 250 patronen van kaliber 7,65 mm. Het lichte mitrailleurgeweer was een MG 1930, model Browning. Het was een automatisch wapen dat een deel der gassen benuttigde. De patronen (ook kaliber 7,65 mm) werden aangevoerd door middel van patroonhouders die 20 patronen bevatten. Met dit wapen kon schot voor schot en ook automatisch, met of zonder vertrager, gevuurd worden. De vuursnelheid (snelvuur) was ongeveer 600 schoten per minuut; met vertrager 300. Samen met de vork woog het 9,3 kg. De totale lengte met vlamdekker was 1,15 m. Voor de munitievoorraad was er weinig plaats: niet meer dan voor 1 tot 2 dagen.

### Bezetting
De bezetting van een kleine bunker bestond uit 7 man: een sergeant (de sectieoverste), 2 korporaals en 4 soldaten, dus 3 man per mitrailleur: een chef, een schutter en een lader en de sectiechef, gewoonlijk een sergeant. Overdag, in vredestijd, bleven er 3 manschappen binnen en 3 buiten in de loopgrachten. 's Nachts waren er steeds 3 van wacht: 1 binnen en 2 buiten.

## De bunker als erfgoed
De erfgoedwaarde van de bunker werd in 2019 formeel vastgesteld en de constructie is sindsdien ook opgenomen op de inventaris van bouwkundig erfgoed in Vlaams Brabant. 

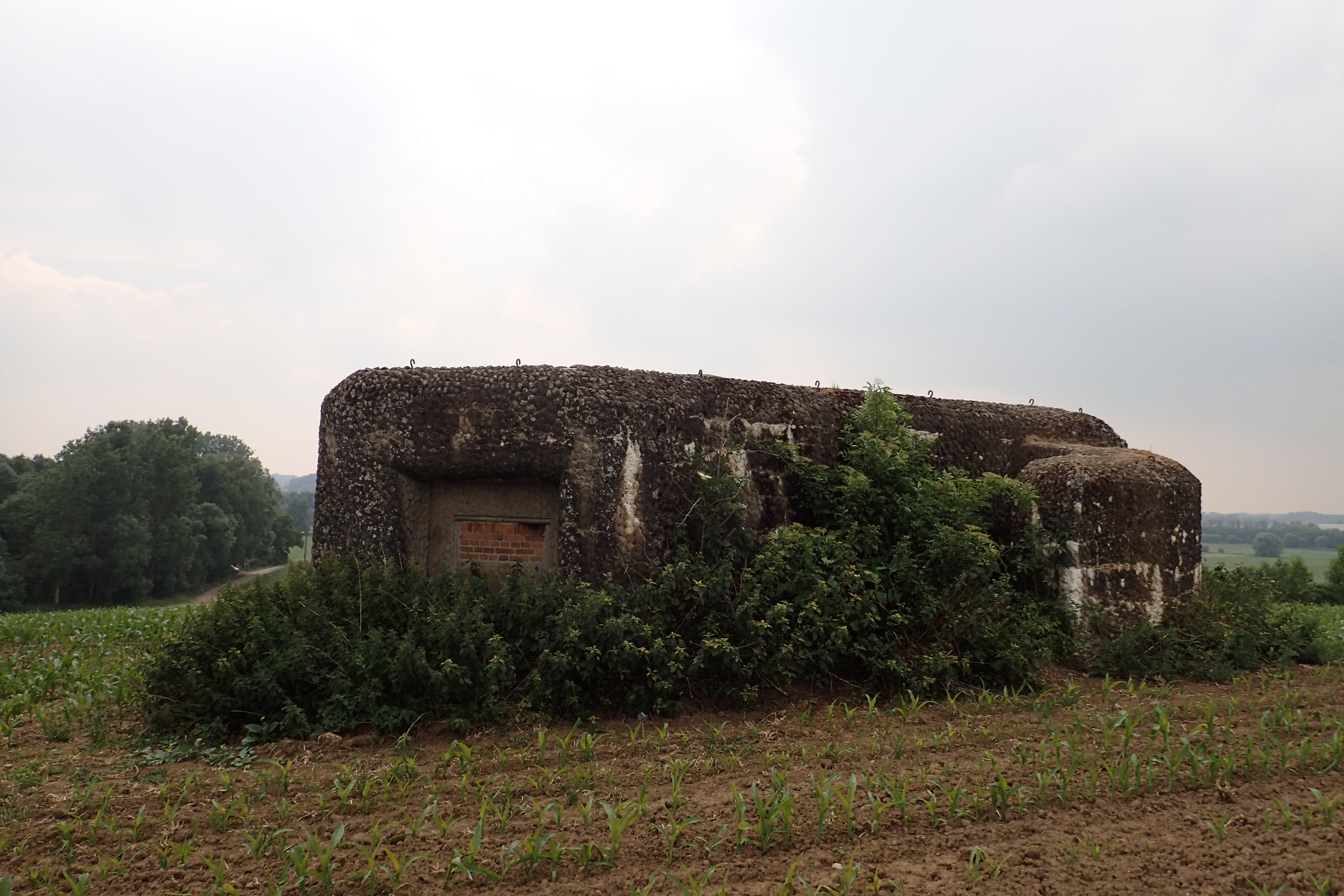
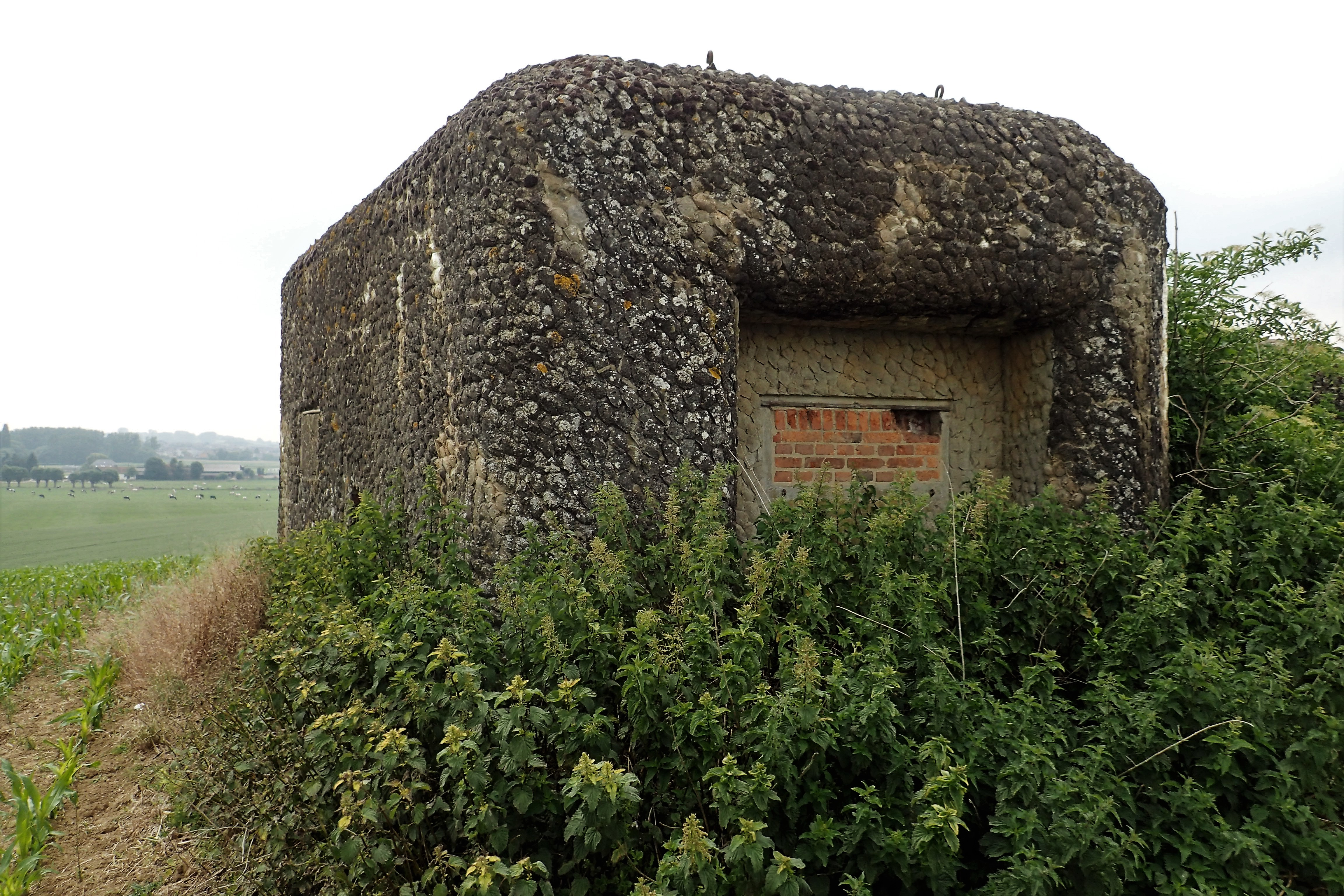
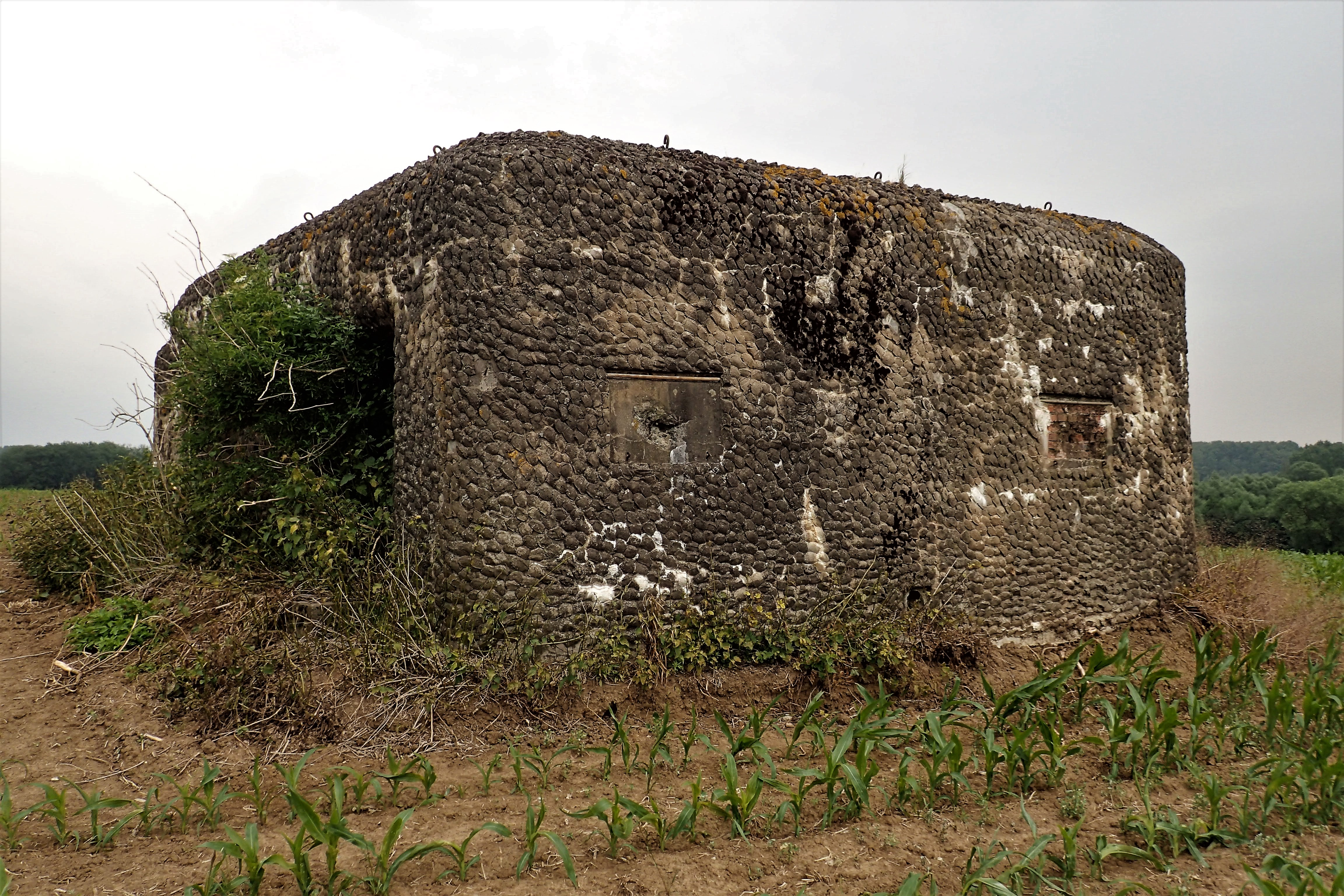
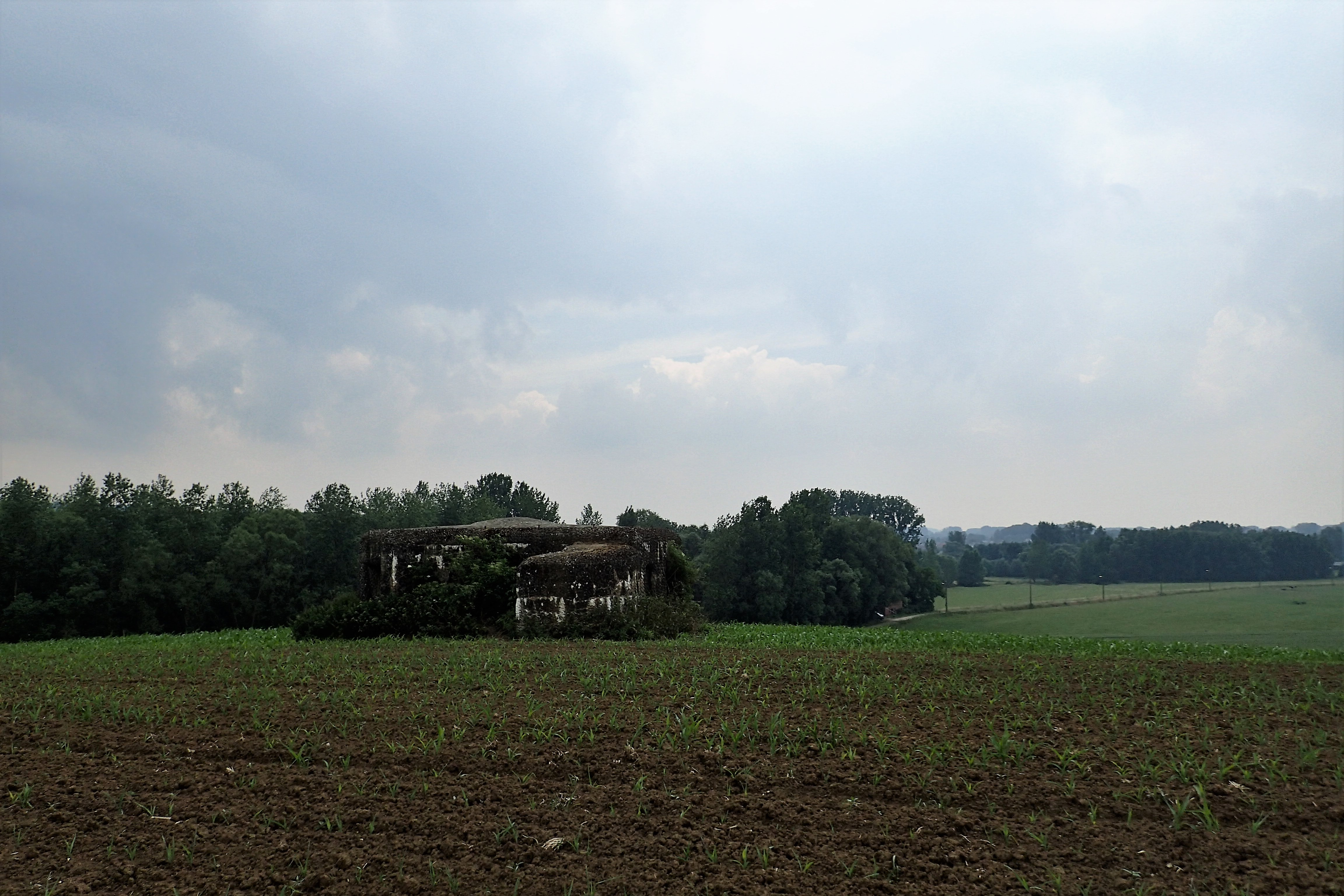
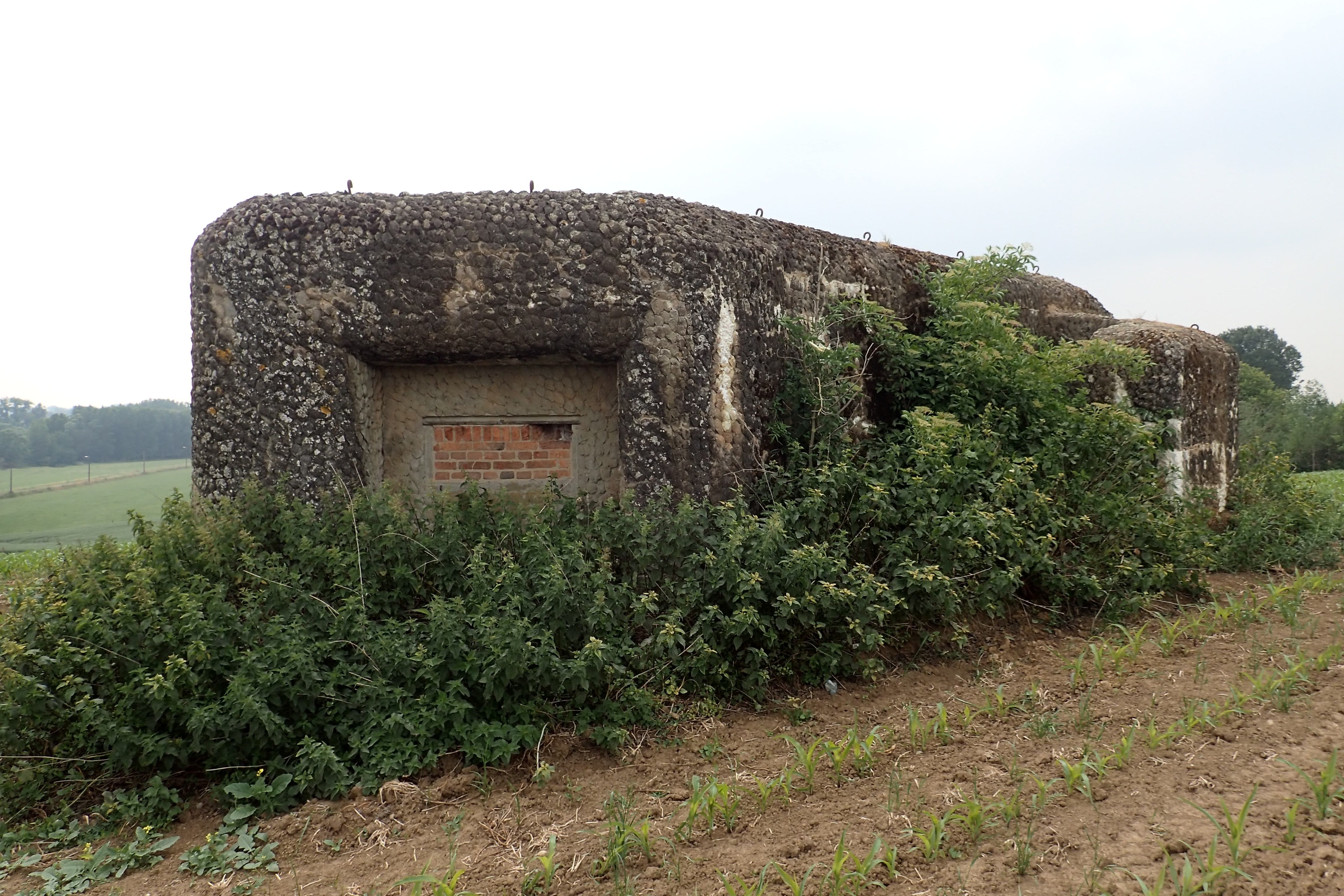
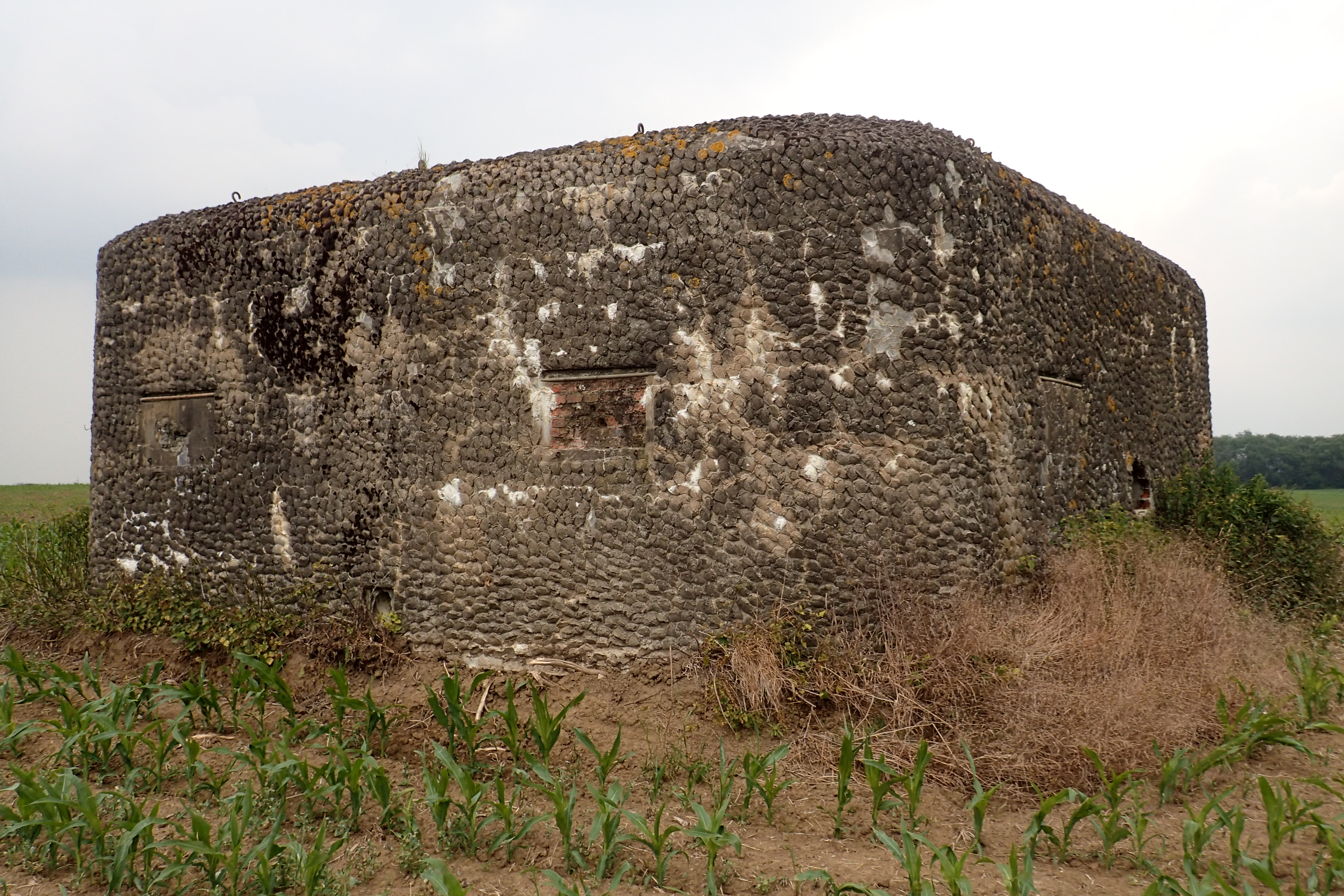
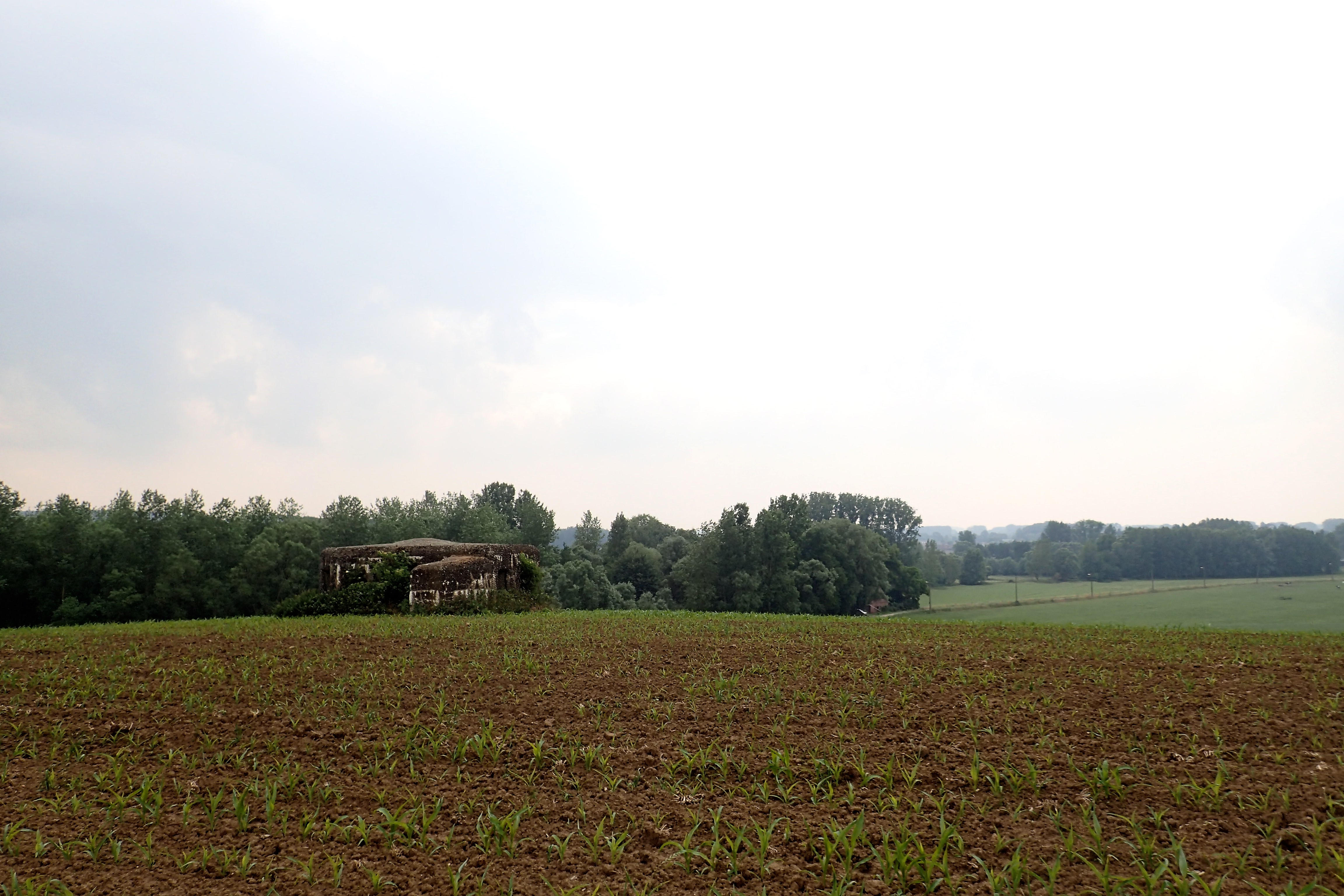